# سينما بحرينية
تعتبر السينما البحرينية، الأولى في السينما الخليجية، فتوجد في البحرين أكثر من 40 صالة عرض سينمائية، وفيها أكبر سينما في الشرق الأوسط، التي تقع في البحرين سيتي سنتر.

## الأفلام البحرينية
من الأفلام التي أنتجتها السينما البحرينية:
لقد تم إنتاج وصناعة العديد من الافلام البحرينية باختلاف أنواعها، وتحتوي القائمة التالية على أغلب ما انتج في تاريخ السينما البحرينية بدءا من عام 1967
- 1	كشمير تنادي	خليفة شاهين	1967	تسجيلي
- 2	حمد والقراصنة إنتاج والت ديزني 1970	دوكيودراما
- 3	في ربوع لبنان	خليفة شاهين	1971	تسجيلي
- 4	الغريب	علي عباس/ مجيد شمس	1972	روائي
- 5	اليوم القومي	خليفة شاهين	1973	تسجيلي
- 6	الرجال الثلاثة	علي عباس/ مجيد شمس	1974	روائي
- 7	الوفاء	بسام الذوادي 1975	روائي
- 8	انتقام	علي عباس/ مجيد شمس	1975	روائي
- 9	صور جزيرة	خليفة شاهين	1975	تسجيلي
- 10	غدار يا زمن	علي عباس/ مجيد شمس	1975	روائي
- 11	الأعمي	بسام الذوادي 1976	روائي
- 12	العربة	خالد التميمي 1976	دوكيودراما
- 13	أناس في الأفق	خليفة شاهين	1976	تسجيلي
- 14	الأجيال	بسام الذوادي 1977	روائي
- 15	الأخوين	بسام الذوادي 1977	روائي
- 16	الموجة السوداء	خليفة شاهين	1977	تسجيلي
- 17	ذكريات	علي عباس/ مجيد شمس	1978	تسجيلي
- 18	القناع بسام الذوادي 1981	روائي
- 19	ملائكة الأرض	بسام الذوادي	1983	روائي
- 20	الاعتراف	بسام الذوادي 1984	روائي
- 21	الحاجز بسام الذوادي 1990	روائي طويل
- 22	بيت الجن 	حمد الشهابي 1992	روائي
- 23	أعمال كارتونية قصيرة	يوسف القصير	1995	كارتوني
- 24	العطش	سعيد منصور 1996	روائي
- 25	الهاوية	محمد شرفي 	1996 روائي
- 26	أكون أو لا أكون	ياسر القرمزي	1996	روائي
- 27	جزيرة الضباب	يوسف القصير	1996	كارتوني
- 28	جولة في الأعماق	موسى النعيمي 	1996	تسجيلي
- 29	سيحدث	علي رحمة - حامد البوسطة	1996	روائي
- 30	صراع الشبس	علي رحمة 1996	روائي
- 31	فخ الشيطان	محمد نعمه	1996	روائي
- 32	لعبة الزمن	محمد جناحي 	1996	روائي
- 33	هالدر نابلو	علي رحمة 	1996	روائي
- 34	كاميرا	محمد جناحي 2001	روائي
- 35	زائر بسام الذوادي 2003	روائي طويل
- 36	وسأبقى أحبك	محمد القصاب	2003	روائي
- 37	الشجرة التي سرقت اوراقها	عبد الله السعداوي	2004	روائي
- 38	الهروب الأخير	عواطف المرزوق	2004	روائي
- 39	سكين	محمد القصاب 2004	روائي
- 40	سيكوفيتو	عبد الله رشدان	2004
- 41	صمت الأموات	حسين آل شرف	2004	روائي
- 42	لمتى؟	عبد الله البزاز 2004	روائي
- 43	يوم أسود حسين الحليبي	2004	روائي
- 44	Jul-06 حامد البوسطة 2005
- 45	اعترافات نزار جواد 2005	روائي
- 46	Loss circle	جعفر المدهون	2005	روائي
- 47	TLOV OCIS	عبد الله رشدان	2005	روائي
- 48	الراية	نزار جواد 2005	تجريبي
- 49	الرهينة	محمد إبراهيم 2005	روائي
- 50	السلام	منذر بوهندي 2005
- 51	العود الأخير	محمد القصاب	2005	روائي
- 52	الفجر الأسود	قاسم محمد زين الدين	2005
- 53	القفص	إبراهيم راشد الدوسري	2005	روائي
- 54	الكتاب	يوسف فريدون 2005
- 55	المغادرة	أحمد عاشور 2005	روائي
- 56	آثار ومعالم البحرين	ناصر عباس محمد ناصر	2005	تسجيلي
- 57	آخر الطريق	حسين علي مهدي الجمري	2005
- 58	إيجاد الأجوبة 	بشار شرف	2005
- 59	حياة تخشبية	عبد الله رشدان	2005	روائي
- 60	ساعي	محمد جاسم العرادي	2005	روائي
- 61	شهادة قلم	جعفر حمزة	2005	روائي
- 62	عذاب الوجدان	حسين غلوم عباس (أبو جلال)	2005	روائي
- 63	عطاء النخيل	عبد الله رشدان	2005	روائي
- 64	مستنقع الأباليس	رياض بلواي	2005	روائي
- 65	مطاردة	حسين الحليبي 2005	روائي
- 66	ناس فرحون	فريد الخاجة	2005	روائي
- 67	هروب	محمد إبراهيم 2005 روائي
- 68	الثقة العمياء	محمد عبد الهادي نعمة	2006	روائي
- 69	الدوامة	عبد الله رشدان 2006	روائي
- 70	الشجرة	عبد الله البزاز 	2006	روائي
- 71	الفارس	أنور حيات 	2006	تسجيلي
- 72	اليقظة	علي العلي 	2006	روائي
- 73	بصمة القلوب	جعفر القدمي	2006	تسجيلي
- 74	بينهم	محمد راشد بوعلي 	2006	روائي
- 75	تجربة العمل البلدي في البحرين	باقر صادق زين الدين	2006	تسجيلي
- 76	رسالة	محمد جناحي 	2006	روائي
- 77	زمن آخر	محسن المتغوي 	2006	روائي
- 78	زمن آخر	إبراهيم راشد الدوسري	2006	روائي
- 79	كما تدين تدان	رياض بلواي	2006	روائي
- 80	كنز من الإبداع	محمد إبراهيم	2006	روائي
- 81	ما وراء الضحكات	أحمد الغائب ـ محمد عبد العزيز	2006	روائي
- 82	مهمة مستحيلة	محمد مطر 2006	روائي
- 83	نقمة النقط	صادق حسين	2006	روائي
- 84	وتر من المحرق	إبراهيم راشد الدوسري	2006	تسجيلي
- 85	وراك	محمد القصاب 	2006	روائي
- 86	ويلاه	محمد القصاب 	2006	روائي
- 87	2008	عبد الله البزاز 	2007	روائي
- 88	اصابع النور	إبراهيم راشد الدوسري	2007	تسجيلي
- 89	اقتصاديون بحرينيون	عبد الرحيم محمود/ هشام محمد	2007	دوكيودراما
- 90	الباب المفتوح	نضال بدر	2007	روائي
- 91	البالونة الخضراء	إبراهيم راشد الدوسري	2007	روائي
- 92	الحل الجذري	علي العلي	2007	دوكيودراما
- 93	الصحوة	غائشة المقلة 2007	تسجيلي
- 94	الغلطة	محمد عبد العزيز علي- احمد الغائب	2007	روائي
- 95	الفزعة	محمد نعمه 2007	روائي
- 96	القائد	أنور حيات 2007	روائي
- 97	القدر الرقمي	فريد الخاجة	2007	روائي
- 98	المصارف الإسلامية في البحرين	آلاء محمد/ حوراء عيسى	2007	دوكيودراما
- 99	المقاهي.. بين الرفض والقبول	نضال بدر	2007	تسجيلي
- 100	المنطقة المحظورة	محمد القصاب	2007	دوكيودراما
- 101	الوردة	إبراهيم راشد الدوسري	2007	روائي
- 102	انتحار	حسين البزاز 2007	روائي
- 103	آخر بحريني	فريد الخاجة	2007	روائي
- 104	أجمل أماكن البحرين	ريم فريد	2007	تسجيلي
- 105	أمة واحدة	حسن محمد حسن	2007	روائي
- 106	بصمة	محمد القصاب 2007	روائي
- 107	حرف الألف	حامد البوسطة	2007	تسجيلي
- 108	حضارة عمرانية	يونس عطية	2007	تسجيلي
- 109	حكاية بحرينية بسام الذوادي	2007	روائي طويل
- 110	خطوات	محمد إبراهيم 2007	روائي
- 111	خمام	عبد الله محمد جواد البزاز	2007	روائي
- 112	خيشة	جميل أحمد 2007	روائي
- 113	دراجتي	حسن عبد علي 2007
- 114	ذاكرة شهيد	حسين الحليبي	2007
- 115	شهوة الدم	علي العلي	2007	روائي
- 116	صمت	حسين البزاز/ حسن محمد	2007	روائي
- 117	عباس الوطن	علي العلي	2007	دوكيودراما
- 118	فيلم للجميع ولا أحد	مصطفى زكريا	2007	روائي
- 119	قفل	حسين البزاز 2007	روائي
- 120	كوما	جمال الغيلان 2007	روائي
- 121	لاتيأس	جعفر المدهون 2007	روائي
- 122	مطاف	صادق محمد جعفر السماك	2007	روائي
- 123	من الغرب محمد راشد بوعلي	2007	روائي
- 124	من المسؤول؟	حسين غلوم (أبوجلال)	2007	روائي
- 125	نهاية الطريق	حسين مهدي	2007	روائي
- 126	السفن بين الأمس واليوم	وفاء إبراهيم الدوسري	2008	تسجيلي
- 127	الغصن	جعفر أحمد يعقوب 2008	روائي
- 128	المجهول	مجيد رضي 2008 روائي
- 129	أحلام	محمد إبراهيم الدوسري	2008	روائي
- 130	أربع بنات حسين الحليبي 2008	روائي طويل
- 131	بقايا جرح محمد إبراهيم محمد 2008 تسجيلي
- 132	بلوتوث	نضال بدر 2008	روائي
- 133	رماد السنين إبراهيم راشد الدوسري	2008	روائي
- 134	ريموت كنترول عبد العزيز محمد 2008 روائي
- 135	صرخة ألم علي العلي 2008	ديكو دراما
- 136	عشاء حسين الرفاعي 	2008	روائي
- 137	غياب محمد راشد بوعلي 2008	روائي
- 138	ياسين	جمال الغيلان 	2008	روائي
- 139	البشارة محمد راشد بوعلي 2009	روائي
- 140	السدادة	عائشة المقلة 	2009	روائي
- 141	القفص حسين الرفاعي 	2009	روائي
- 142	النهاية..؟.. لا!	محمود الشيخ	2009	روائي
- 143	بالأمس	عمار الكوهجي 2009	روائي
- 144	زهور تحترق	محمد إبراهيم محمد	2009	روائي
- 145	غبار	عبد الله السعداوي / محمد جناحي	2009	روائي
- 146	مريمي علي العلي 2009 روائي
- 147	أنين السواحل إبراهيم راشد الدوسري	2010	وثائقي
- 148	لعبة	محمود الشيخ 2010	روائي
- 149	أيام يوسف الأخيرة	محمد جناجي	2010	روائي
- 150	ليلي	علي العلي 2010	راوئي
- 151	سلاح الاجيال	محمد جاسم	2011	روائي
- 152	لولوة	أسامة ال سيف 2011	روائي
- 153	تحت السماء	محمد راشد بوعلي	2011	روائي
- 154	لعبة صالح ناس 2011	روائي

## صالات العرض
وبالنسبة للعرض فالبحرين فيها:
- البحرين سيتي سنتر، وفيها 40 شاشة عرض، مما جعلها أكبر سينما في الشرق الأوسط.
- سينما السيف، وهي صالتين مجموع الشاشات فيهما يبلغ 16 شاشة وتقع في السيف مول.
- سينما الدانة، وهي مكون من 12 صالة، تقع في الدانة مول.
- من السينمات الأخرى سينما سار، سينما الجزيرة، سينما أوال، سينما الحمراء وسينمات أخرى،

## شركات الإنتاج السينمائي
- شركة البحرين للإنتاج السينمائي.
- شركة عمران ميديا
- مركز فريم بوكس للتصوير والإنتاج التلفريوني والسينمائي تأسس مركز فريم بوكس عام 2011م على يد حسان الشيخ ويحوي المركز في الوقت الحاضر على قسمين قسم الإنتاج التلفزوني والتصوير الفوتوغرافي كما ويتصدر المركز في إنتاج الأعمال الفنية والدعائية والبرامج التلفزونية في مملكة البحرين

## شركات السينما
- سينيكو سينما (CINECO CINEMA)
  - وتمتلك إدراة صالات العرض في سينما البحرين سيتي سنتر وسينما السيف وسينما سار وسينما الجزيرة وسينما أوال وسينما الحمرة.
- الدانة سينما
  - وتمتلك إدارة صالات العرض في سينما الدانة

## وصلات خارجية
الموقع الرسمي لشركة سينيكو سينما
الموقع الرسمي لشركات سينما البحرين